# Préfète Duffaut
Préfète Duffaut (1 de enero de 1923 – 6 de octubre de 2012) fue un pintor haitiano. Nacido cerca de Jacmel (Departamento Sudeste), donde vivió y trabajó. El pintor Pauleus Vital (1918-1984) fue medio hermano de Duffaut, el pintor Jean Charles Duffaut (* 1970) es su hijo. La madre de Duffaut murió cuando él tenía dos años.
Duffaut fue uno de los pintores, junto a importantes artistas haitianos como Gesner Abelard y Rigaud Benoit, en el Centre d'Art en la capital haitiana. A principios de 1950 Duffaut fue uno de varios artistas invitados a pintar murales en el interior de la Catedral de Sainte Trinité (en gran parte destruida por el terremoto de enero de 2010), en Puerto Príncipe, y sus obras allí se titulan "La Tentación de Cristo" y "el Camino Procesional", mural también conocido como la "Procesión de la Cruz".
Las pinturas de Duffaut en el estilo vernáculo y su obra consiste típicamente en ciudades fantásticas "imaginarias" (villas imaginarias), que a menudo contienen elementos costeros con embarcaciones. Los paisajes urbanos están fuertemente influenciados por la ciudad costera de Jacmel. Otro tema recurrente, especialmente en trabajos anteriores, es la imaginería asociada con el vudú.
El trabajo de Duffaut ha sido exhibido ampliamente fuera de Haití. Su pintura sigue siendo una gran influencia en artistas contemporáneos haitianos como Prince Luc (Luckner Candio).